# Arma gravitacional
A arma gravitacional (também conhecida como arma antigravidade) está conceituada no jogos de vídeo-game, especialmente no gênero de tiro em primeira pessoa usando um avançado motor da física, onde os jogadores podem manipular diretamente os objetos no mundo, muitas vezes, permitindo que eles sejam utilizados como projéteis contra personagens hostis. A arma gravitacional geralmente se manifesta como um armamento do jogo, disponível a partir do inventário do jogador ou na seleção de armas. O primeiro conceito a ser popularizado da arma gravitacional foi encontrado em Half-Life 2 (pela Valve Software), no entanto, um conceito semelhante foi usado por desenvolvedores da id Software durante a produção do jogo anterior Doom 3, o que levou à introdução baseada na arma física no pacote de expansão Resurrection of Evil. Mais tarde, os jogos têm sido influenciados pelo sucesso dessas armas baseadas na física, adotando seus próprios estilos de habilidades comparáveis a outras armas.

## Half-Life 2(Gravity Gun)
Em Half-Life 2 (produzido pela Valve Software), o jogo fez uso significativo da física, movido pelo motor de física Havok. Embora o jogador possa pegar e arremessar objetos rapidamente no jogo, essa habilidade é um pouco limitada. O jogador consegue adquirir a arma gravitacional por volta do Capítulo 5: Black Mesa East (Leste de Black Mesa), devidamente nomeada como o "campo manipulador de energia de ponto zero". Alyx Vance explica que a arma gravitacional é projetada para lidar com materiais perigosos, embora seja usada na maioria das vezes para trabalho pesado. A arma gravitacional aumenta significativamente a habilidade do jogador para manipular objetos no jogo. Similar a maioria das outras armas no jogo, a arma gravitacional tem duas funções de gatilho. O gatilho principal provoca uma pequena descarga de energia para o objeto alvo. A distância que o objeto é forçado, dependerá de sua massa (peso) e da distância da arma. O gatilho secundário atrai o objeto alvo para a arma, mantendo este no ar a poucos centímetros de distância, negando o seu peso e permitindo que o jogador possa levá-lo com ele. Apertando novamente o gatilho secundário o item é largado ao chão, enquanto o gatilho primário irá lançá-lo com uma força considerável.
Ao combinar essas funções, os jogadores podem usar a arma gravitacional para escalar barreiras e obstáculos, criar cobertura contra inimigos, ou lançar objetos contra estes, causando-lhes grandes danos. Certos tipos de objetos, como lâminas de serra, barris explosivos e tanques de hidrogênio, foram projetados intencionalmente pela Valve para serem utilizados como munição da arma gravitacional. A arma gravitacional, no entanto, não pode manipular objetos de grande massa (muito peso) e personagens inimigos até os estágios finais do jogo, quando o dispositivo fica temporariamente infundido com a energia negra.

## Doom 3(Grabber)
Apesar de Half-Life 2 ter sido o primeiro jogo a ser lançado com o recurso da arma gravitacional, a id Software já tinha concebido uma ideia similar durante o desenvolvimento do título anterior de Doom 3. O designer Matt Hooper da id Software disse que "nós realmente utilizamos como uma ferramenta durante todo o desenvolvimento, onde nós agarraríamos objetos físicos e colocaríamos ao redor do mundo". Embora foi utilizada para auxiliar no desenvolvimento de Doom 3, a arma gravitacional não foi implementada no final do jogo. No entanto, a Nerve Software reavivou a codificação da arma em cinco meses após o lançamento de Half-Life 2 no pacote de expansão: Resurrection of Evil.
Na história de Doom 3 o dispositivo é conhecido como um "plasma levitante ionizado", criado pela Union Aerospace Corporation para a movimentação de materiais perigosos. Geralmente referido como um "Grabber", o jogador obtém o dispositivo no início do pacote de expansão Resurrection of Evil. A Grabber opera de forma diferente do que a arma gravitacional de Half-Life 2, utilizando apenas uma função de gatilho. Uma vez que a Grabber destina-se a um objeto apropriado, ele bloqueia por diante, permitindo que o jogador possa levantar o objeto com o gatilho. Quando o jogador solta o gatilho, o objeto será impulsionado com força, transformando-o em uma arma improvisada. No entanto, ao contrário da arma gravitacional em Half-Life 2, a Grabber não pode segurar objetos por muito tempo, se demorar para lançar do objeto, a grabber terá uma sobrecarga e logo em seguida o objeto cai suavemente sobre o solo. Os críticos compararam diretamente a grabber com a arma gravitacional de Half-Life 2, alguns disseram que o dispositivo era muito mais orientado para o combate em operação do que a arma gravitacional, em particular, a capacidade de transformar projéteis lançados por inimigos contra eles foi muito bem elogiado. No entanto, a Grabber foi considerada um tanto "estranha", para usar, exigindo uma "manha" do jogador.

## Influência sobre os jogos posteriores
Mais tarde, vários jogos de vídeo-game incluíram características de jogabilidade que permitem aos jogadores usar a física do jogo a seu favor em combate. Em alguns casos, estes se manifestam como armas ou dispositivos. Por exemplo, a Aperture Science Handheld Portal Device (Arma de Portais em português) no jogo Portal, apresenta uma limitada capacidade de mover objetos ao redor do mundo do jogo, enquanto que a Crytek do Crysis permite que o jogador jogue objetos e personagens inimigos à grandes distâncias.